# Mathilde Verspyck

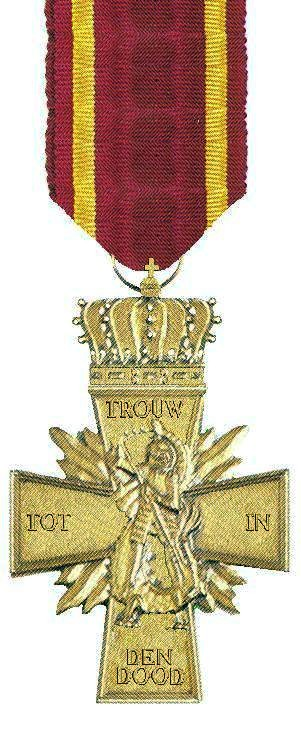
Verzetskruis

Mathilde Adrienne Eugenie Verspyck (Semarang, 16 juni 1908 – Ravensbrück, 11 februari 1945) zat in het verzet tijdens de Tweede Wereldoorlog.
Mathilde werd geboren in de patricische en deels adellijke familie Verspyck (ook wel geschreven als Verspijck) en was de kleindochter van Rudolph Paul Verspyck. Ze was in 1929 in Parijs getrouwd met filmoperateur Frédéric Jean Henri Graf. In 1932 werd hun echtscheiding uitgesproken.

## Tijdens de Tweede Wereldoorlog
Zij werkte al snel na de capitulatie mee aan de ontsnappingslijn 'Comète'. Ze gaf onderdak aan neergeschoten geallieerde piloten die ze vervolgens hielp ontsnappen. Ook zette zij zich in voor politieke gevangenen die ter dood waren veroordeeld. Later verrichtte ze ook spionagewerkzaamheden.
Verspyck werd driemaal gearresteerd, de derde keer op 15 april 1944. In juni 1944 werd ze naar Kamp Vught gebracht. Op 8 september 1944 ging ze op transport naar concentratiekamp Ravensbrück in Duitsland, waar zij aan de gevolgen van de slechte behandelingen overleed.

## Onderscheidingen
- Bij Koninklijk besluit van 22 oktober 1946, nr. 1 werd haar postuum het Verzetskruis toegekend.[8][9]
- Op 1 november 1946 werd besloten haar met de Medal of Freedom te onderscheiden. Dit gebeurde op 16 februari 1947 in Sint-Pieters-Woluwe.

Zie ook de Erelijst van Gevallenen.